# 小平有希
小平 有希（こだいら ゆうき、1981年1月28日 - ）は、日本の女性声優。東京都三鷹市出身。賢プロダクション所属。賢プロダクション所属の声優による絵本の読み聞かせをする「けんけんぱーく」のメンバーである。

## 略歴
1999年、劇団東演俳優養成所入所。2001年に劇団東演入団、2002年に退団。
スクールデュオ4期生を経て、賢プロダクションに所属。

## 人物
声種はメゾソプラノ。
少年から色っぽい女性役を演じる。
特技は歌。趣味はピアノ。

## 出演
太字はメインキャラクター。

### テレビアニメ
時期不明
- クレヨンしんちゃん（幼稚園児、ジャスミン）

2003年
- 君が望む永遠（女B）

2004年
- 花右京メイド隊 La Verite（警備部メイド）
- 妄想代理人（妙子の友人）
- 焼きたて!!ジャぱん（子供）

2005年
- あたしンち（友人A 他）
- 英國戀物語エマ（キッチンメイド）
- AIR（男の子）
- かみちゅ!（死神）
- それいけ!アンパンマン（ゼリービーンズグリーン）

2006年
- 乙女はお姉さまに恋してる（女生徒 他）
- CLUSTER EDGE（フレッド）
- こてんこてんこ（デカぷにょりん、女）
- NANA（2006年 - 2007年、女性、女A、女子高生）
- 半分の月がのぼる空（谷崎亜希子）
- ポケットモンスター アドバンスジェネレーション（弟子）

2007年
- 機動戦士ガンダム00（2007年 - 2008年、少年） - 2シリーズ
- D.C.II 〜ダ・カーポII〜（2007年 - 2008年、子供、生徒、おばさん） - 2シリーズ
- Devil May Cry（子供）
- 天保異聞 妖奇士（背の幼子）
- ロビーとケロビー（モグラ、ニワトリ、子供C）

2008年
- アリソンとリリア（一年生、子供）
- イナズマイレブン（2008年 - 2012年、松野空介、レーゼ / 緑川リュウジ、マキュア、虎丸の母、聖城将護） - 3シリーズ
- 屍姫 シリーズ（2008年 - 2009年、祥太） - 2シリーズ
- 二十面相の娘（ミカ、級友、同級生B）
- もっけ（中原〈少年時代〉）

2009年
- 鋼の錬金術師 FULLMETAL ALCHEMIST（テツ）
- バトルスピリッツ 少年激覇ダン（アングリー、キントキー）

2010年
- ちゅーぶら!!（三島沙絵、男の子）
- ひめチェン!おとぎちっくアイドル リルぷりっ（カケル）

2011年
- ダンタリアンの書架（男子C）

2012年
- 探検ドリランド（マール）
- デュエル・マスターズ ビクトリーV（久保聖也）
- メタルファイト ベイブレード ZEROG（2012年 - 2013年、海原エイト）
- リトル・チャロ〜東北編〜（カンタ）

2013年
- 進撃の巨人（オルオの母）
- ダンボール戦機WARS（剣菱ワタル 、トメさん）

2015年
- バトルスピリッツ 烈火魂（本田太一、観客B）

2016年
- 学戦都市アスタリスク 2nd SEASON（シスター・テレーゼ）
- 甲鉄城のカバネリ（女性）
- バトルスピリッツ ダブルドライブ（2016年 - 2017年、大牙和巳）

2017年
- 100%パスカル先生（早川はやと）
- ボールルームへようこそ（番場可憐、緋山千景、男子B）

2018年
- BEATLESS（村主ヴェロニカ）
- ラーメン大好き小泉さん（中村ケンタ）
- かみさまみならい ヒミツのここたま（チャーリー）
- イナズマイレブン アレスの天秤（2018年 - 2019年、咲山修二、緑川リュウジ、松野空介） - 2シリーズ
- 少女☆歌劇 レヴュースタァライト（芸術論の先生）

2019年
- キラキラハッピー★ ひらけ!ここたま（らんにん）

2021年
- ふしぎ駄菓子屋 銭天堂（2021年 - 2025年、芳樹、浦安蒼一、古瀬川辰也、明石蘭丸、鷲宮智恵子 他）
- 吸血鬼すぐ死ぬ（ゴルゴナ）

2023年
- ひろがるスカイ!プリキュア（2023年 - 2024年、長内たける）
- キボウノチカラ〜オトナプリキュア'23〜（佐々木香穂）

2024年
- わんだふるぷりきゅあ!（2024年 - 2025年、犬飼陽子、ダチョウ、お鹿、鴨川）
- め組の大吾 救国のオレンジ（井草〈妻〉）

### 劇場アニメ
- それいけ!アンパンマン 怪傑ナガネギマンとドレミ姫（2003年、楽器マンたち）
- ねずみ物語 〜ジョージとジェラルドの冒険〜（2007年、若い頃のアレックス[17]）
- 劇場版イナズマイレブン 最強軍団オーガ襲来（2010年、松野空介）
- 映画 イナズマイレブン総集編 伝説のキックオフ（2024年、松野空介）

### OVA
- アカネマニアックス（2005年、女部員A）
- アンパンマンとはじめよう! かぞえよう 1・2・3（2006年、ノネズミ六兄弟1）
- 君が望む永遠 〜Next Season〜（2007年）
- なっとうボーイ（2007年、チビ）
- にじいろ☆プリズムガール（2013年、夏希） - 『ちゃお』2013年9月号付録
- イナズマイレブン Reloaded（2018年、松野空介）

### Webアニメ
- イナズマイレブン アウターコード（2016年、緑川リュウジ）
- バトルスピリッツ 赫盟のガレット / ミラージュ（2020年 - 2022年、クック[18][19]） - 2作品[一覧 6]

### ゲーム
2004年
- 幻想水滸伝IV（ケイト、ノア）

2005年
- Rhapsodia（ケイト、ノア、ラルフ）

2009年
- イナズマイレブン シリーズ（2009年 - 2010年、松野空介、レーゼ / 緑川リュウジ） - 2作品
- ゼルダの伝説 大地の汽笛（リンク）

2011年
- イナズマイレブン ストライカーズ（2011年 - 2012年、緑川リュウジ / レーゼ、松野空介、咲山修二、ヘラ、マキュア、アイキュー、真都路珠香、光良夜桜） - 3作品
- イナズマイレブンGO シャイン/ダーク（光良夜桜、緑川リュウジ）

2013年
- ダンボール戦機ウォーズ（剣菱ワタル）

2015年
- ゼルダの伝説 トライフォース3銃士（主人公）

2017年
- スーパーマリオ オデッセイ（ティアラ、ハリエット、マダム・ブルード、コック鳥 他）
- ファイアーエムブレム Echoes もうひとりの英雄王（イルマ、幼少コンラート）
- Ever Oasis 精霊とタネビトの蜃気楼

### ドラマCD
- バトルスピリッツ ダブルドライブ オリジナルドラマCD「究極! 試練の三番勝負!」（大牙和巳[20]）

### 吹き替え

#### 映画
- イーグル・ジャンプ（エディ）
- エイリアンX
- グレイテスト・ショーマン（幼いバーナム[21]）
- 幸せがおカネで買えるワケ
- Mr.ホームズ 名探偵最後の事件（ロジャー・マンロー〈マイロ・パーカー〉）
- 雷神-RAIJIN-（セリーヌ）
- ラスト・ハウス・オン・ザ・レフト -鮮血の美学-（ペイジ）

#### テレビドラマ
- ER緊急救命室
  - シーズンXI #7（ティファニー〈アリスン・マーサ〉）
  - シーズンXII #9（スチューイ・ケーニグ〈ネイサン・ウェスデル〉）
  - シーズンXIV #6（ヘザー〈メイ・ホイットマン〉）
  - シーズンXV #14（ケンドラ・ロビンソン〈ナイジャ・オコロ〉）
- 石ころの夢
- イタズラなKiss〜惡作劇之吻〜（入江祐樹）
- イタズラなKiss〜惡作劇2吻〜（入江祐樹）
- グラン・トリノ（ディヴィット）
- コールドケース 迷宮事件簿
- しあわせの隠れ場所（SJ）
- デスパレートな妻たち（ダニエル）
- ナンシー・ドリュー（コーキー）
- 100 オトナになったらできないこと（ベンジー・フロマン〈ベンジャミン・ロイヤー〉、エンゾー・フロマン〈マシュー・ロイヤー〉）
- フィレーネのキライなこと（ラーラ）
- Project Mc2（ブライ）
- 流星雨（サラ）

#### アニメ
- クラス・オブ・ミュージック!（リルD）
- ティーン・タイタンズ（レイブン）
  - ティーン・タイタンズ 東京で大ピンチ（レイブン）
  - ティーン・タイタンズGO!（レイブン）
- トムとジェリー 夢のチョコレート工場（チャーリー）
- Pinky Dinky Doo（ダフニー）

### 特撮
- 仮面ライダーガッチャード（2023年 - 2024年、スケボーズの声、オドリッパの声、マケンタウロスの声）

### その他コンテンツ
- カートゥーン ネットワーク スポットCM（レイブン）
- プラネタリウム サイエンジャーと月旅行（けいすけ）
- CR楓魂（飯菜[22]）
- バトルスピリッツ CM（大牙和巳）

### シリーズ一覧
1. ↑  ファーストシーズン（2007年）、セカンドシーズン（2008年）
2. ↑  第1期（2007年）、第2期『D.C.II S.S. 〜ダ・カーポII セカンドシーズン〜』（2008年）
3. ↑  『イナズマイレブン』（2008年 - 2011年）
【イナズマイレブンGO】
第1期（2011年 - 2012年）、第2期『クロノ・ストーン』（2012年 - 2013年）
4. ↑  第1期『屍姫 赫』（2008年）、第2期『屍姫 玄』（2009年）
5. ↑  『アレスの天秤』（2018年）、続編『オリオンの刻印』（2018年 - 2019年）
6. ↑  『赫盟のガレット』（2020年 - 2021年）、『ミラージュ』（2021年 - 2022年）
7. ↑  『2 脅威の侵略者 ファイア/ブリザード』（2009年）、『3 世界への挑戦!! スパーク/ボンバー/ジ・オーガ』（2010年）
8. ↑  『ストライカーズ』『2012エクストリーム』（2011年）、『GO 2013』（2012年）